# Glenea tibialis
Glenea tibialis là một loài bọ cánh cứng trong họ Cerambycidae.